# Люденшайд
Люденшайд (на немски: Lüdenscheid) е град в германската провинция Северен Рейн-Вестфалия, столица на окръг Ла Марк (на немски: Märkischer Kreis),

## Общи
Люденшайд се намира в региона Sauerland, с характерен с пейзаж от малки планини и гори.
Това е отдавна установен индустриализиран град. Това е мястото, където през 1898 г. във фабриката „Карл Берг“ е построен първият дирижабъл „Цепелин“.

## История
Близо до Алтена, Люденшайд е част от графство Алтена, когато се появява около 1160 г., след това от графство Ла Марк от 1262 г. Графството преминава към Хоенцолерните (1614 г.), следователно Люденшайд попада под кралство Прусия.

## Паметници и туристически обекти
„Erlöserkirche“ е най-старата църква в града с кула от 11 век.
Основната сграда на замъка Нойенхоф датира от края на 17 век.
На планината Хомерт (539 м) има наблюдателна кула.
„Versetalsperre“ е резервоар.

## Личности
- Моника Боге, писател
- Нури Шахин, турски футболист
- Лобсанг Палден, тибетски лекар и композитор
- Бено Юнеман, немски композитор

## Побратимени градове
- Бригаус (Англия) от 1983 г
- Хелдер (Холандия) от 1980 г
- Льовен (Белгия) от 1987 г
- Myślenice (Полша) от 1989 г
- Romilly-sur-Seine (Франция) от 1991 г
- Таганрог (Русия) от 1991г

|  | Тази страница частично или изцяло представлява превод на страницата Lüdenscheid в Уикипедия на френски. Оригиналният текст, както и този превод, са защитени от Лиценза „Криейтив Комънс – Признание – Споделяне на споделеното“, а за съдържание, създадено преди юни 2009 година – от Лиценза за свободна документация на ГНУ. Прегледайте историята на редакциите на оригиналната страница, както и на преводната страница, за да видите списъка на съавторите. ВАЖНО: Този шаблон се отнася единствено до авторските права върху съдържанието на статията. Добавянето му не отменя изискването да се посочват конкретни източници на твърденията, които да бъдат благонадеждни. |

1. ↑  Alle politisch selbständigen Gemeinden mit ausgewählten Merkmalen am 31.12.2018 (4. Quartal) //   Федерална статистическа служба.  Архивиран от оригинала на 10 март 2019 г. Посетен на 10 март 2019 г.